# 中科路站
中科路站为上海轨道交通13号线二期的车站，车站位于中科路金科路路口与中科路海趣路路口之间，共设4个出入口。

## 车站结构

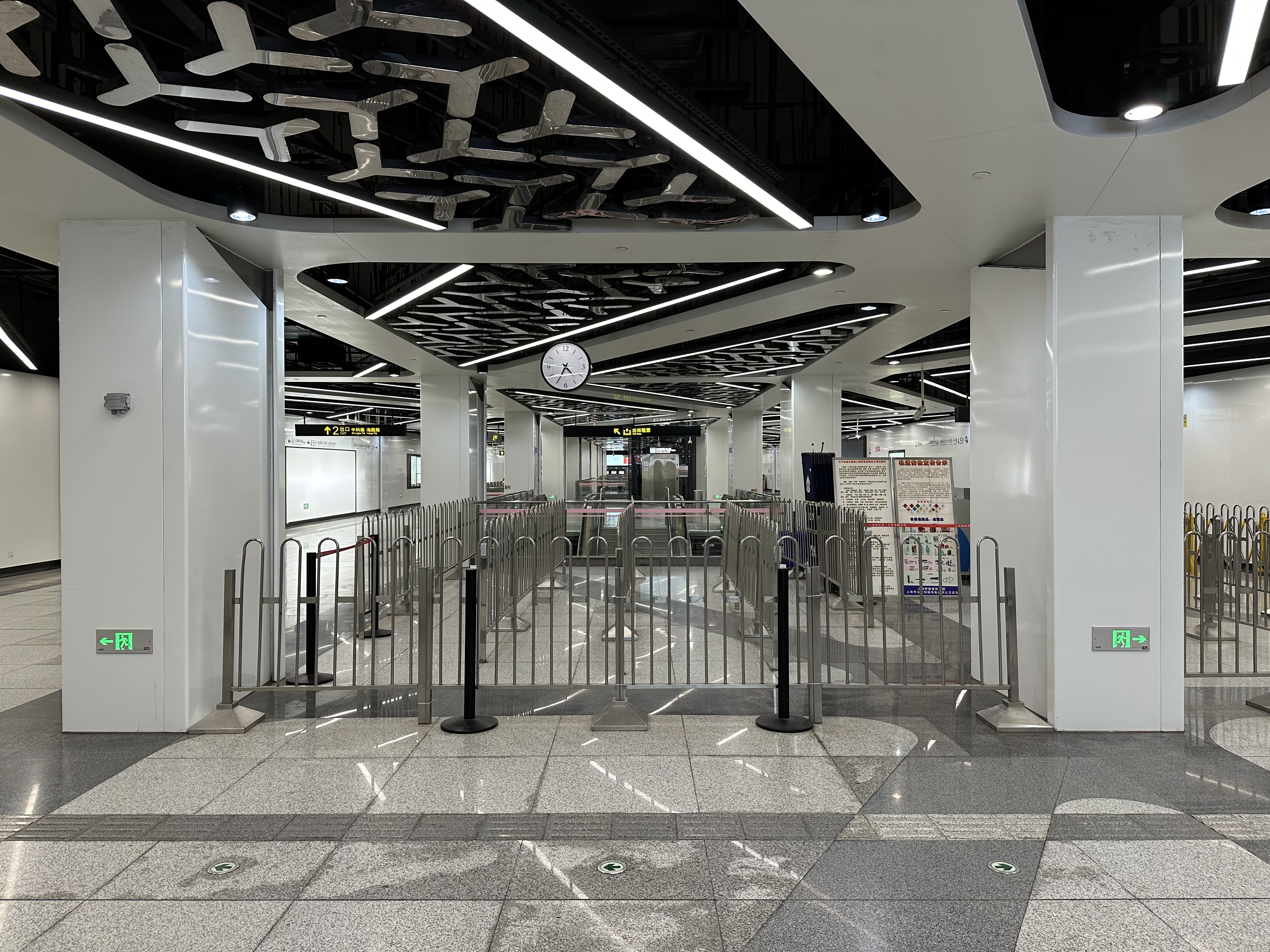
站厅

### 车站楼层
| 地面层   | 出入口             | 2-5出入口                        |  |  |
| 地下一层 | 站厅               | 票务服务、自动售票机、人工服务台 |  |  |
| 地下二层 | ①站台              | █ 13号线 往金运路（华夏中路）    |  |  |
|          | 岛式站台，左侧开门 |                                  |  |  |
|          | ②站台              | █ 13号线 往张江路（学林路）      |  |  |

## 車站出口
中科路站目前开放4个出入口，近2号出口设地下连通道通向毗邻的炬创芯大厦，各出入口如下所示：
| 出口编号            | 出口指示                     | 照片 |
| ------------------- | ---------------------------- | ---- |
| 2 · 出口            | 中科路，金科路               |      |
| 3 · 出口            | 中科路，金科路               |      |
| 4 · 出口            | 中科路，金科路，上海科技大学 |      |
| 5 · 出口 · （设有） | 中科路，金科路，上海科技大学 |      |
| 图例： 设有         |                              |      |

## 图集

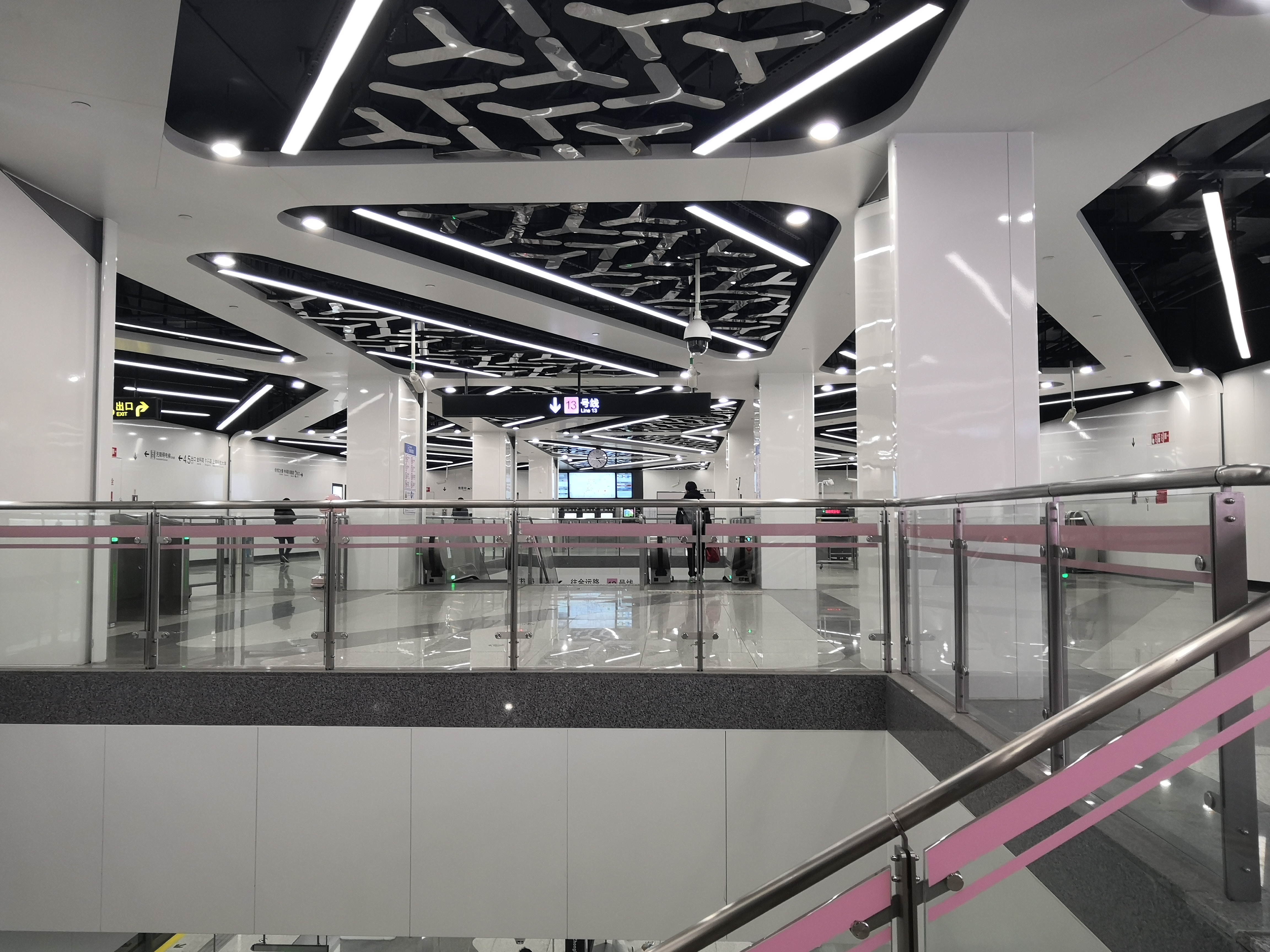
中科路站站厅
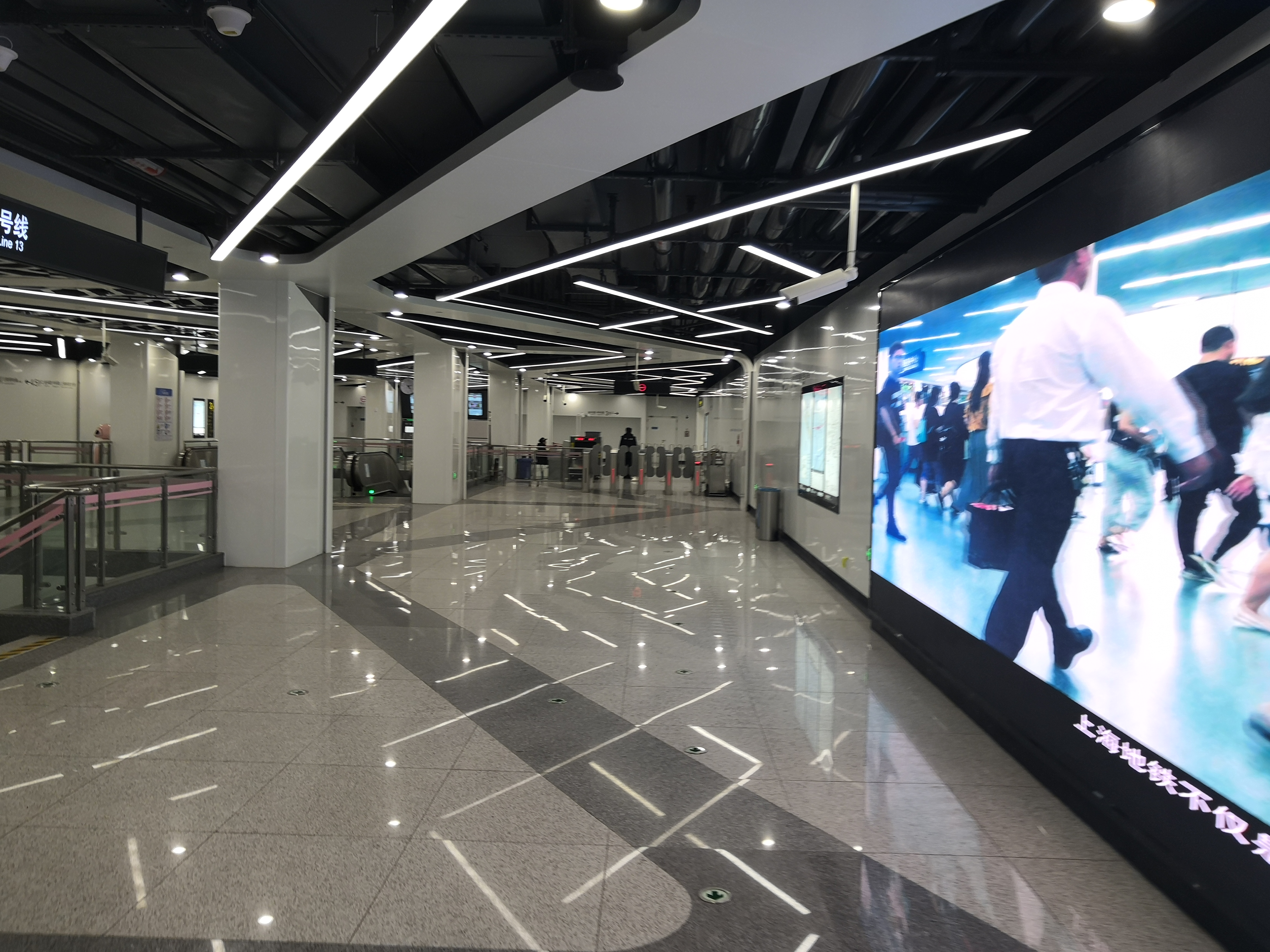
中科路站站厅
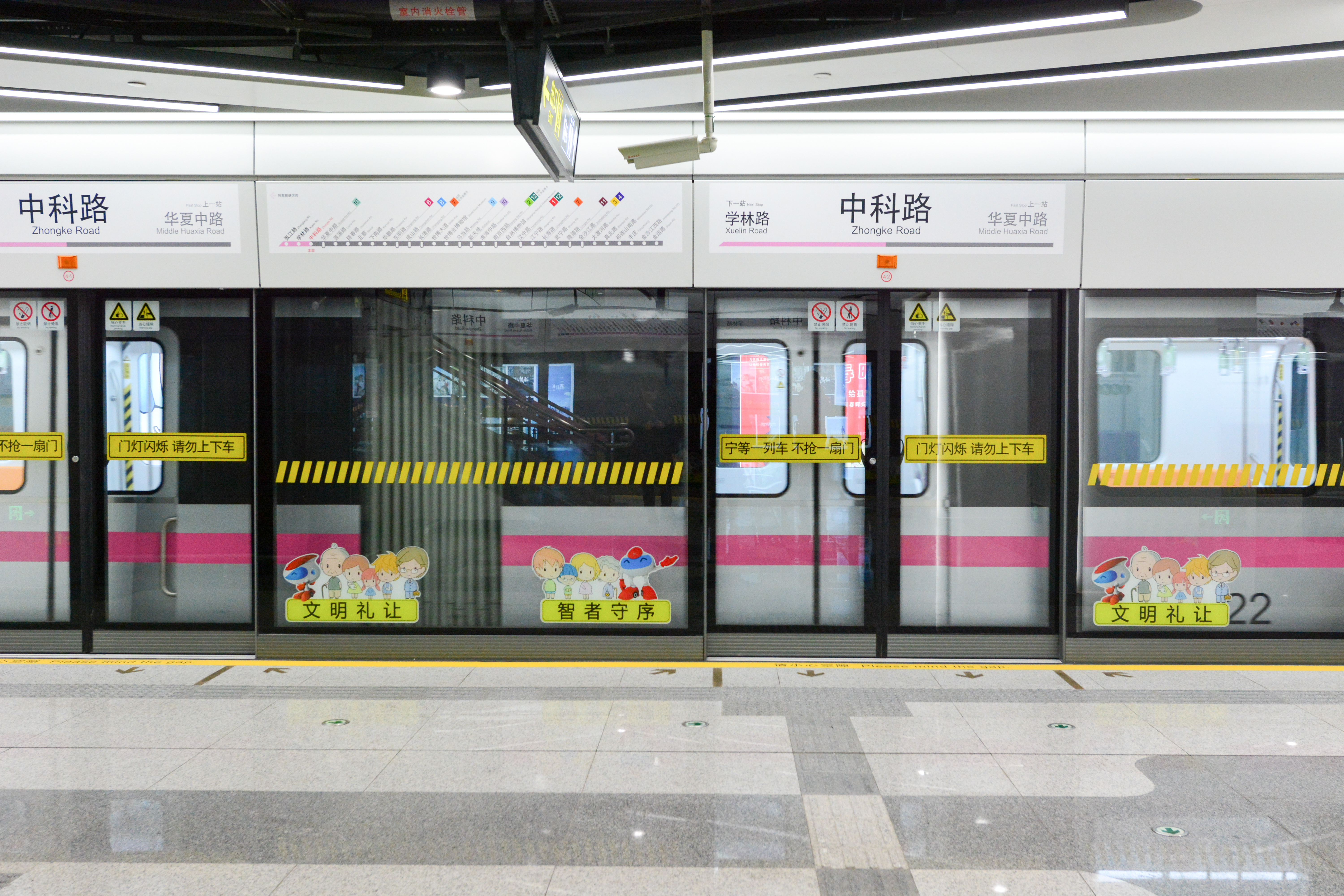
中科路站试运营通过的第一列列车，开往张江路方向
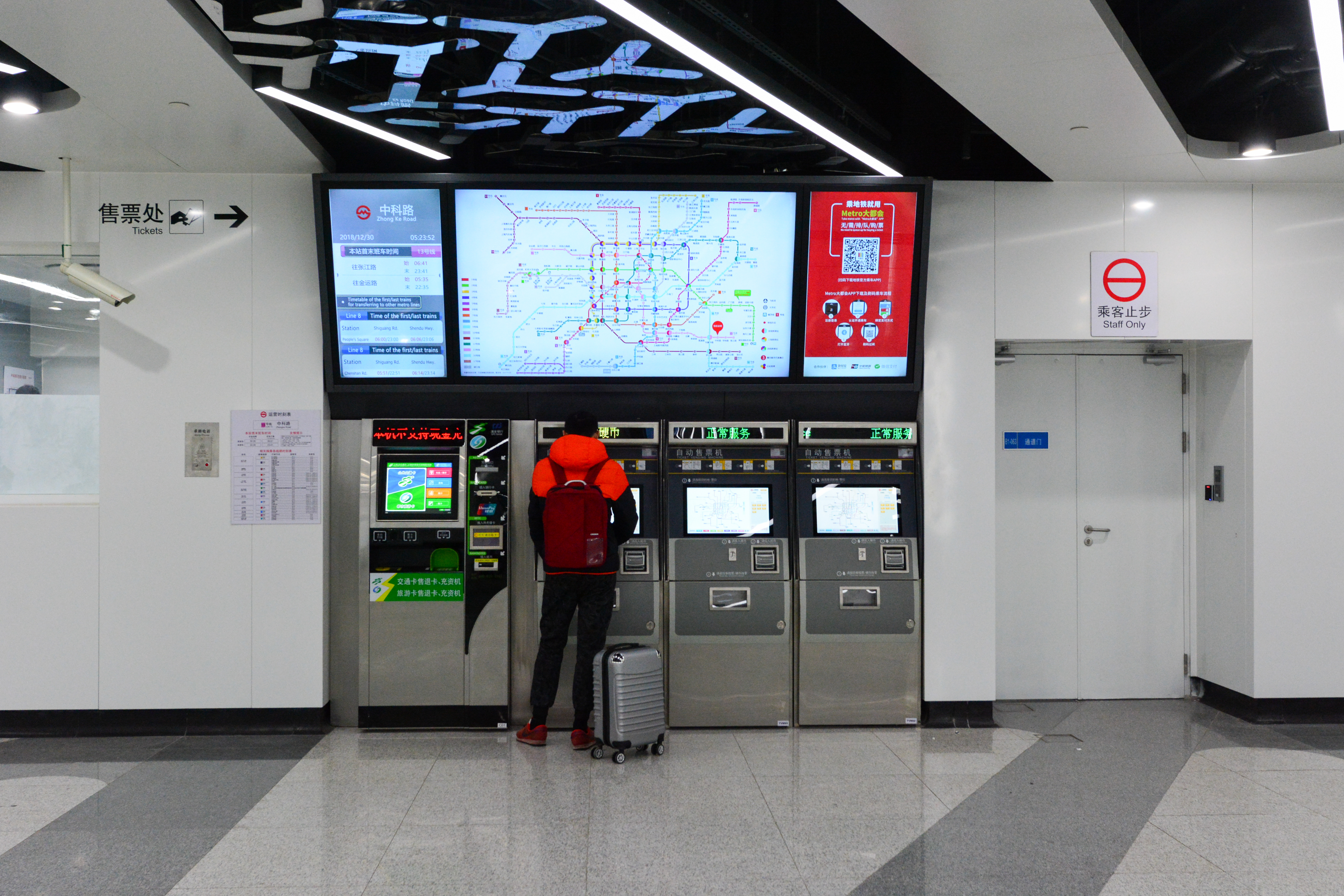
中科路站试运营时的售票处
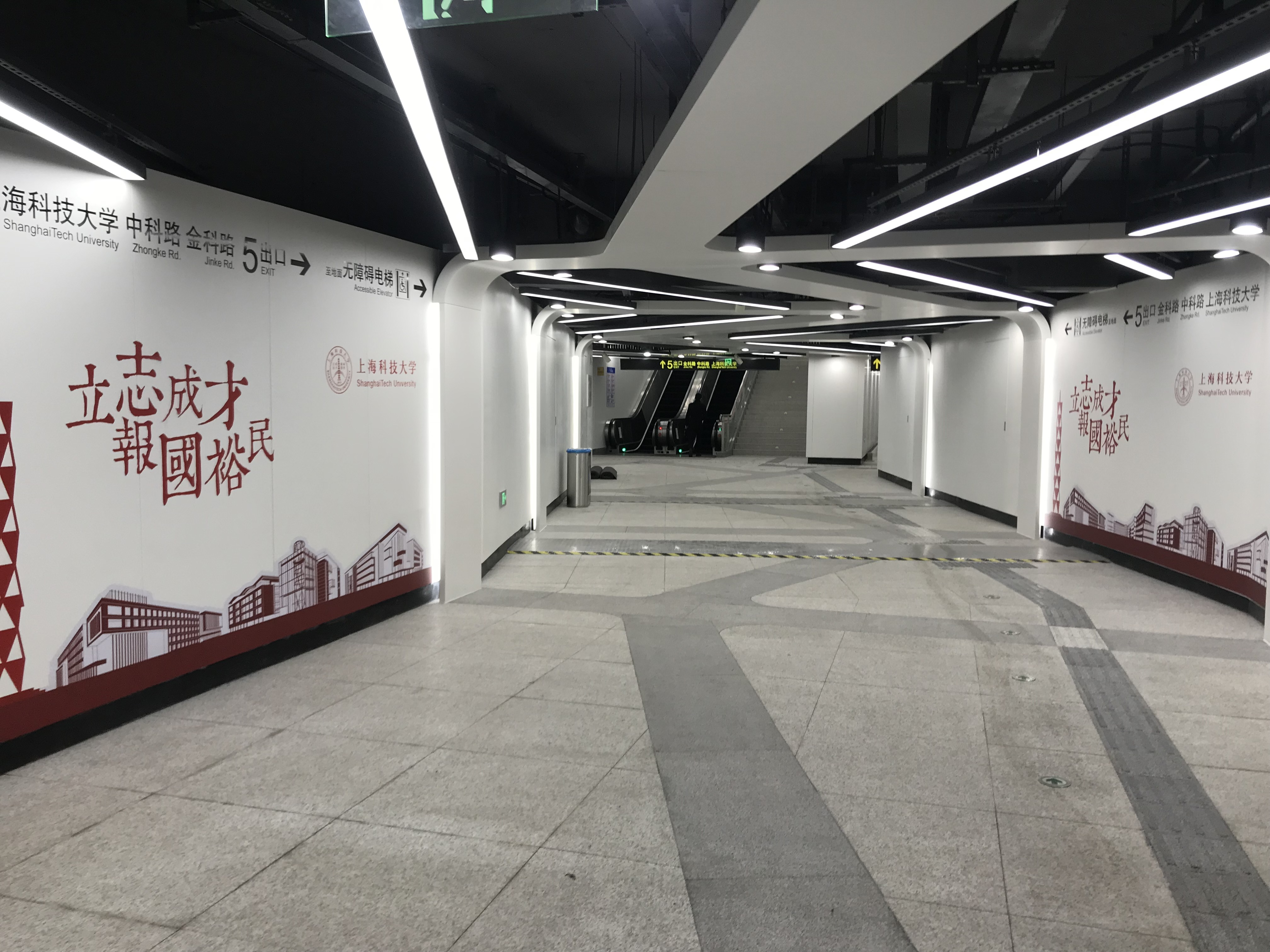
位于5号口通道处的上海科技大学校训以及文化墙